# Malaia vestita
Malaia vestita är en skalbaggsart som beskrevs av Candeze 1869. Malaia vestita ingår i släktet Malaia och familjen Rutelidae. Inga underarter finns listade i Catalogue of Life.